# Liste de jeux vidéo Batman
La liste de jeux vidéo Batman répertorie les jeux de la série basée sur la franchise Batman sortis sur console, ordinateur, en arcade et sur téléphone mobile, et les jeux incluant Batman en tant que personnage joueur.

## Jeux vidéoBatmanpar thème
Les jeux inclus dans cette section sont déjà cités dans les autres.